# 51 км (зупинний пункт, Херсонська дирекція Одеської залізниці)
51 кіломе́тр — пасажирський зупинний пункт Херсонської дирекції залізничних перевезень Одеської залізниці.
Розташований на лінії 51 км — Снігурівка між станціями Сірогози (25 км) та Нововесела (14 км) біля села Зелений Луг Веселівського району Запорізької області.
51 кілометр є передатним між Одеською та Придніпровською залізницями.